# Kopalnia galmanu Kozioł w Sławkowie
Kopalnia galmanu Kozioł w Sławkowie – prywatna kopalnia galmanu w Sławkowie w województwie śląskim, działająca z przerwami od 1822 do 1881. 

## Historia
Powstała jako kopalnia prywatna w dozorstwie olkusko-siewierskim. Założona w latach 1821–1822 przez mieszkańców Sławkowa pod przewodnictwem burmistrza Jakuba Kubiczka, który był jej głównym właścicielem. Zlokalizowana na zachodnim przedmieściu Sławkowa o nazwie „Kozioł”. nieco na wschód od kopalni „Leonidas”. Początkowo wybito 5 szybów oraz wykopano 10 dołów i kilka podziemnych ulic. Kopalnia zatrudniała na początku swej działalności 47 pracowników. Do 1840 roku dawała rocznie średnio 5.000–6.000 kibli galmanu, w szczytowym pod względem wydobycia roku 1828 – 9.000 kibli. W latach 1823–1840 w kopalni wydobyto ogółem 50.000 kibli galmanu. W 1840 roku kopalnia została zamknięta, jednak w połowie lat 40. wydobycie zostało wznowione metodą odkrywkową przez Jana Ciechanowskiego. Zaniechano go w 1860. Kopalnia uruchomiona została ponownie w 1874 jako kopalnia głębinowa przez dziedzica wsi Okradzionów Bogusława Przybylskiego. Początkowo dawała 1000 ton galmanu rocznie, jednak złoże szybko się wyczerpywało. W 1880 wydobyto już tylko 10 ton galmanu, a w roku następnym kopalnię zamknięto. W latach 1880–1885 właściciel próbował bez powodzenia odnaleźć nowe pokłady. Ostatnie poszukiwania w kopalni „Kozioł” prowadzone były w latach 1909–1910. Na obszarze 6 ha wykopanych wówczas zostało 28 szybów o głębokości od 4 do 34 metrów (łącznie 300 metrów). Kopalnia odwadniana była pompą o napędzie parowym, ulokowaną nad 17-metrowym szybem. Wydrążonych też zostało kilka chodników w różnych kierunkach i na różnych poziomach, jednak do właściwej eksploatacji już nie przystąpiono.
Ostatnie widoczne ślady istnienia kopalni „Kozioł” zniszczone zostały w latach siedemdziesiątych XX wieku, w czasie poszerzania drogi krajowej nr 94. Po kopalni pozostał jedynie odkształcony antropogenicznie teren, który zgodnie z miejscowym planem zagospodarowania przestrzennego miasta Sławkowa objęty został strefą ochronną.

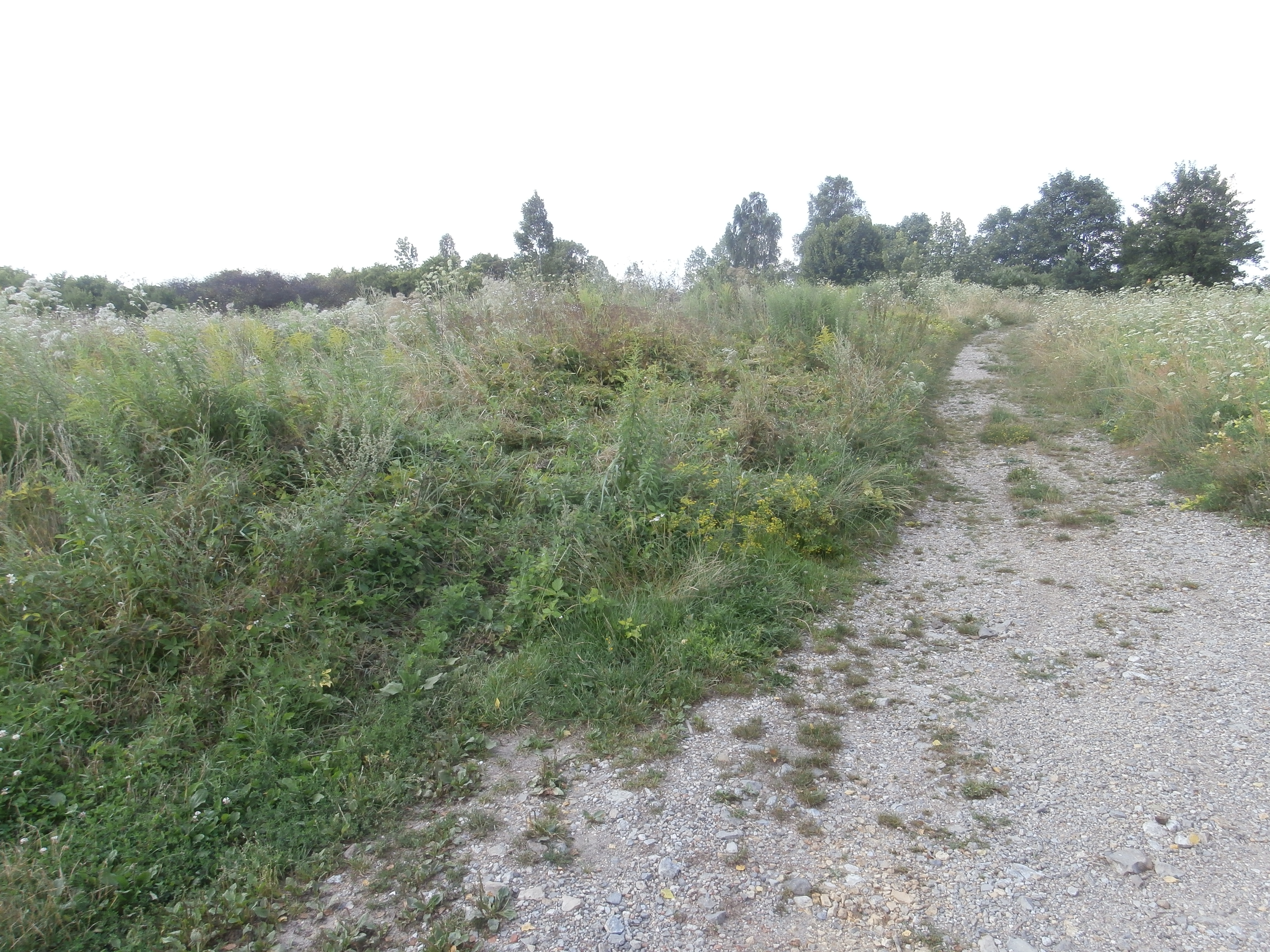
Ślady po szybach „Kozioł” przy końcu ul. Wrocławskiej (2014)